# 페트로나스

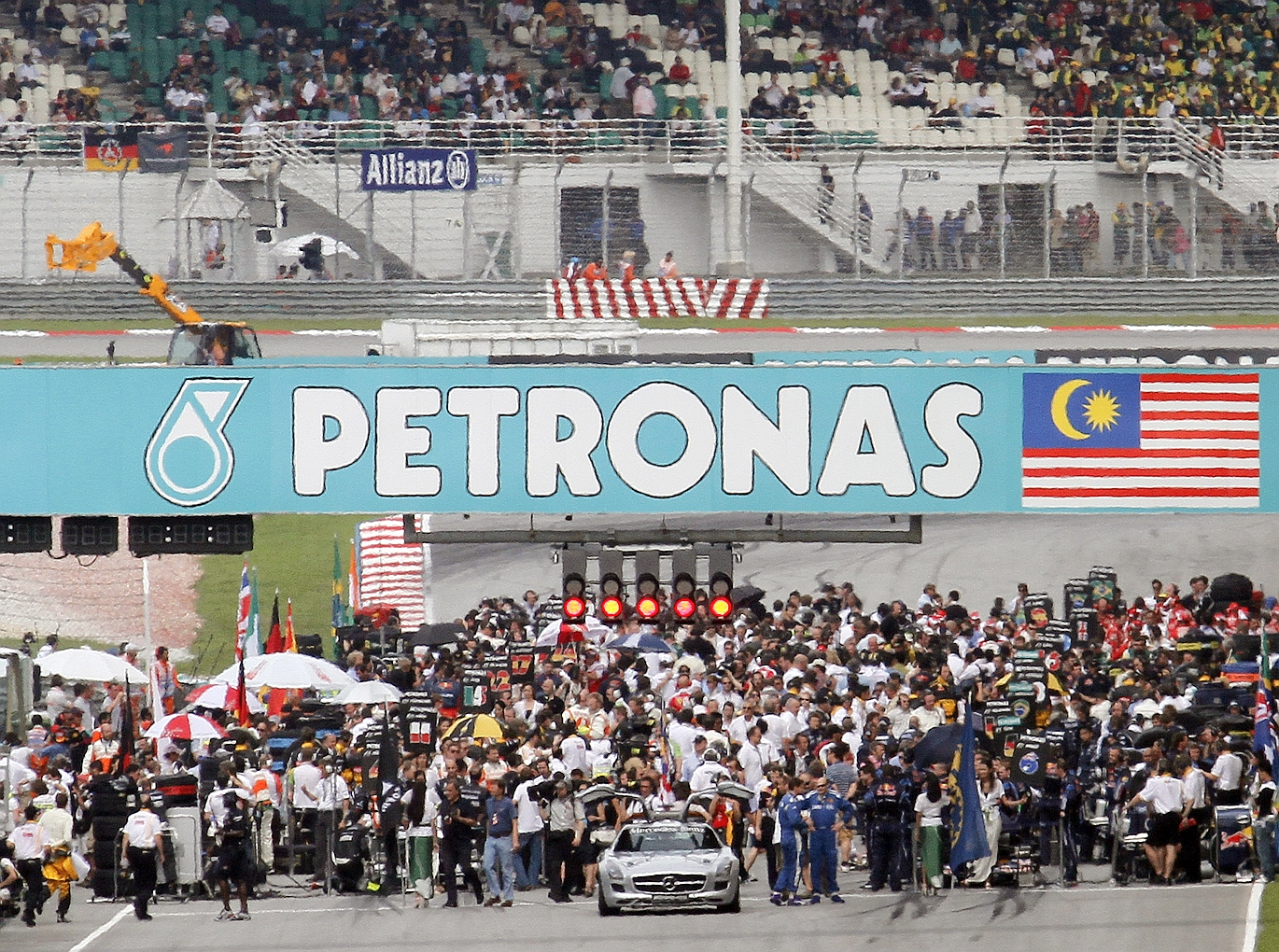

페트로나스(말레이어: Petronas)는 말레이시아의 국영 에너지 기업이다. 정식 이름은 페트롤리암 나시오날 베르핫(말레이어: Petroliam Nasional Berhad)이며, 이를 줄여 부르는 페트로나스를 대외적인 회사명으로 쓰고 있다. 1974년 국영으로 설립된 이래 말레이시아 최대의 기업으로 급성장하였으며, 2009년 포춘 500 선정 세계 80위 규모의 기업에 이름을 올렸다. 말레이시아 영토와 근해의 석유와 가스 개발을 주로 하며, 세계 여러 나라에도 진출하고 있는 세계적 규모의 석유 회사이다. 본사는 1998년 ~ 2004년 세계에서 가장 높은 건물이었던 것으로 유명한 페트로나스 트윈 타워에 있으며, 타워의 명칭도 이 회사의 이름을 딴 것으로 현재 회사는 타워의 건물 한 동을 소유하고 있다.